# Lilla Uvängssjön
Lilla Uvängssjön är en sjö i Finspångs kommun i Östergötland och ingår i Nyköpingsåns huvudavrinningsområde.